# Bắc Hồng (phường)
Bắc Hồng là một phường thuộc thị xã Hồng Lĩnh, tỉnh Hà Tĩnh, Việt Nam.

## Địa lý
Phường Bắc Hồng nằm trung tâm thị xã Hồng Lĩnh, có vị trí địa lý: 
- Phía đông giáp phường Đậu Liêu và huyện Nghi Xuân
- Phía tây giáp xã Thuận Lộc
- Phía nam giáp phường Nam Hồng
- Phía bắc giáp phường Đức Thuận.

Phường Bắc Hồng có diện tích 5,55 km², dân số năm 2020 là 9.045 người, mật độ dân số đạt 1.630 người/km².

## Hành chính
Phường Bắc Hồng được chia thành 10 tổ dân phố: 1, 2, 3, 4, 5, 6, 7, 8, 9, 10.

## Lịch sử
Phường Bắc Hồng hiện nay là toàn bộ thị trấn Hồng Lĩnh cũ và một phần của xã Đức Thuận. 
Ngày 19 tháng 9 năm 1981, Hội đồng Bộ trưởng ban hành Quyết định 76-HĐBT thành lập thị trấn Hồng Lĩnh trực thuộc huyện Đức Thọ trên cơ sở tách đất phía Đông và Đông Nam của làng Bình Hồng (Bình Lãng cũ) của xã Đức Thuận.
Ngày 2 tháng 3 năm 1992, Hội đồng Bộ trưởng ban hành Quyết định số 67-HĐBT tách thị trấn Hồng Lĩnh và xã Đức Thuận thuộc huyện Đức Thọ để thành lập thị xã Hồng Lĩnh.
Ngày 13 tháng 3 năm 1992, Bộ trưởng, Trưởng Ban tổ chức cán bộ của Chính phủ ban hành Quyết định số 112/TCCP thành lập phường Bắc Hồng trên cơ sở toàn bộ diện tích, dân số của thị trấn Hồng Lĩnh cũ và 54,4 ha diện tích tự nhiên của HTX Hồng Sơn, xã Đức Thuận.

## Văn hóa - du lịch
Các điểm Di tích danh thắng, tiềm năng du lịch trên địa bàn phường Bắc Hồng:
- Khu du lịch Suối Tiên – Thiên Tượng được công nhận Danh thắng Quốc gia.
- Khu công viên trung tâm có hạng mục như: Sân vận động, sân Tennis, Nhà Văn hóa, hồ Đại Rai,...
- Khu Di tích danh thắng chùa Hang.
- Đền Bình Lãng toạ lạc tại TDP 5.